# Meãs do Campo
Meãs do Campo ist eine Ortschaft und Gemeinde in Portugal.

## Geschichte
Die Ortschaft entstand im Zuge der Siedlungspolitik Repoblación während der christlichen Reconquista. Zunächst als Póvoa bekannt, erhielt es später den Namen Meãs. In den königlichen Registern des Jahres 1527 war Meãs mit 52 Haushalten vermerkt. Während der verschiedenen Verwaltungsreformen nach der Liberalen Revolution 1822 wurde Meãs 1832 kurzzeitig ein eigenständiger Kreis, um 1840 eine Gemeinde des Kreises Tentúgal zu werden. Seit dessen Auflösung 1853 gehört Meãs do Campo zu Montemor-o-Velho.

## Verwaltung
Meãs do Campo ist Sitz einer gleichnamigen Gemeinde (Freguesia) im Kreis (Concelho) von Montemor-o-Velho, im Distrikt Coimbra. In der Gemeinde leben 1703 Einwohner auf einer Fläche von 10 km² (Stand 19. April 2021).
Folgende Ortschaften liegen in der Gemeinde:
- Calaçotas
- Casal Novo
- Coutada
- Lagar do Pinheiro
- Loureiros
- Meãs de Baixo („Oberes Meãs“)
- Meãs de Cima („Unteres Meãs“)
- Quintas
- Raza
- Valcanosa